# Triclistus japonicus
Triclistus japonicus är en stekelart som beskrevs av Kusigemati 1971. Triclistus japonicus ingår i släktet Triclistus och familjen brokparasitsteklar. Inga underarter finns listade i Catalogue of Life.